# Helga Schauerte-Maubouet

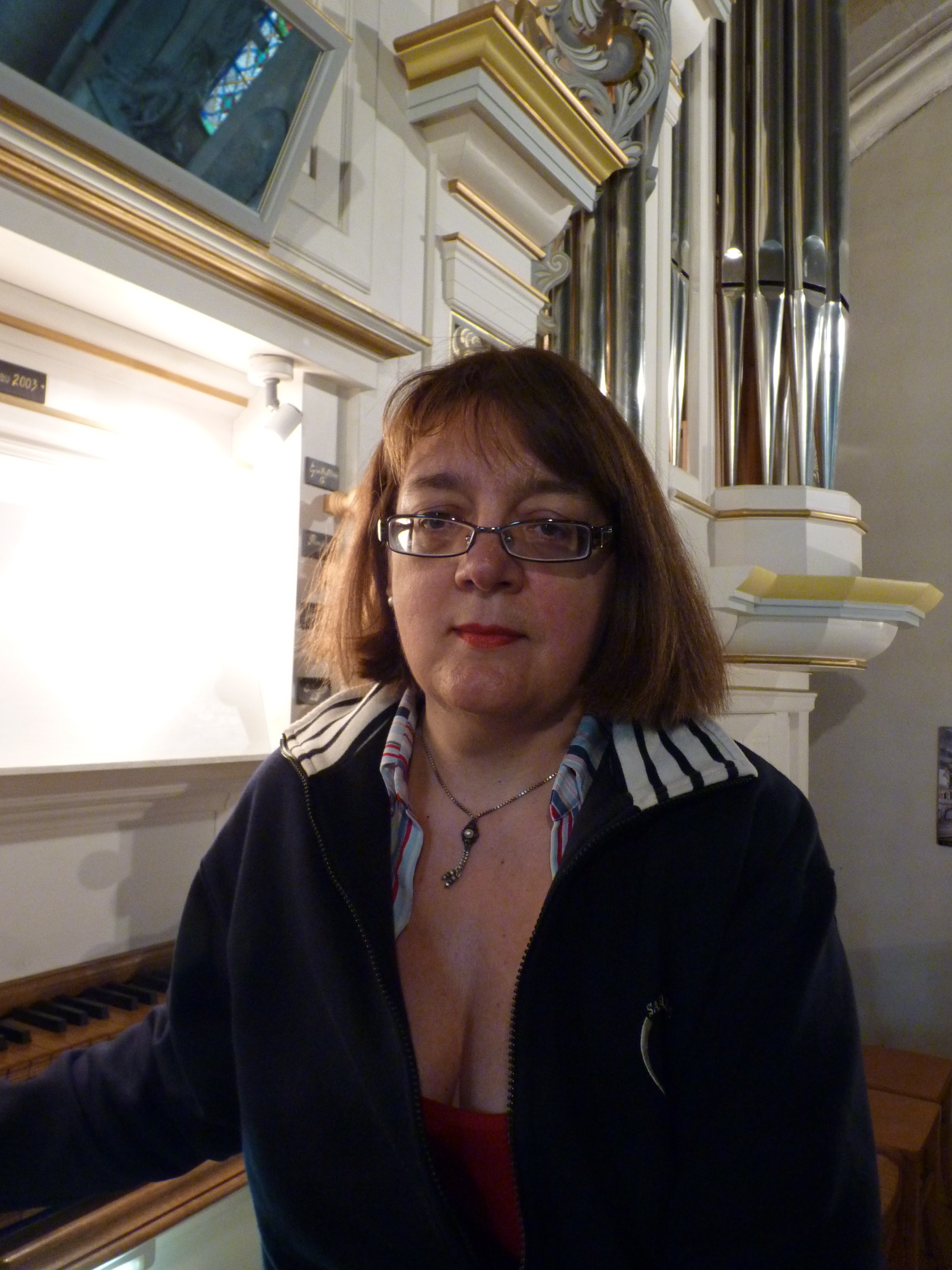
Helga Schauerte-Maubouet

Helga Schauerte-Maubouet (* 8. März 1957 in Lennestadt) ist eine deutsche Organistin, Herausgeberin und Musikautorin.

## Biografie
Helga Schauerte begann ihre Organistenlaufbahn mit einem Auftritt als Zehnjährige. Drei Jahre später übernahm sie ein Organistenamt in Lennestadt. Sie studierte an der Musikhochschule Köln Schulmusik, Pädagogik und Philosophie. 1985 absolvierte sie ihren Künstlerischen Abschluss bei Viktor Lukas. Sie ergänzte ihre Ausbildung bei Marie-Claire Alain und schloss sie mit dem Premier Prix ab. Sie ist Organistin an der Christuskirche, der deutschen Kirche in Paris. Jean Langlais widmete ihr einige Kompositionen und beauftragte sie mit mehreren Uraufführungen.
1987 wurde sie mit dem Kulturpreis der Stadt Olpe ausgezeichnet. Sie ist Mitarbeiterin der Neuauflage Musik in Geschichte und Gegenwart (MGG) und Mitautorin des Handbuchs der Orgelmusik. Sie veröffentlichte Beiträge in den Zeitschriften Ars Organi, Organ, L’Orgue, Organists’ Review, The American Organist, Musik und Gottesdienst, Arte organaria e organistica und Ostinato rigore. Am Pariser Conservatoire Nadia et Lili Boulanger hat sie einen Lehrauftrag.
Seit 1988 ist sie mit Philippe Maubouet verheiratet.

## Einspielungen

### Gesamteinspielungen
- Jehan Alain: 2 Alben (Motette, 11311/11301) 1990
- Dietrich Buxtehude: 5 Alben, Syrius (SYR 141.347/348/359/366/371), 2000–2002
- Johann Sebastian Bach: (im Entstehen begriffen) (Syrius, seit 2010 erschienen sieben Alben)

### Porträts
- Jean-Sébastien Bach et son temps. Orgues historiques de la région de Olpe, (FSM FCD 97 726°) 1990,
- Die Passauer Domorgel : Les plus grandes orgues d’église du monde Cathédrale Saint-Étienne de Passau (Syrius,141310) 1995,
- Max Reger : œuvre d’orgue pour le temps de Noël (Syrius,141320) 1997,
- Johann Heinrich Buttstedt (Syrius,141334) 1998,
- Jean Langlais (Ambiente, ACD 9801) 1998,
- Léon Boëllmann (Syrius, 141374) 2003,
- Théodore Dubois (Syrius, 141382) 2004,
- Louis-Nicolas Clérambault, Nicolas Séjan, Jean-François Dandrieu, à l'orgue de Saint-Calais (Sarthe) (Syrius, 141396) 2005,
- Michel Corrette, André Raison, Jacques-Marie Beauvarlet-Charpentier, Louis Marchand, Orgue historique de La Flèche (Sarthe) (Syrius, 141408) 2006,
- Organum Antiquum, Früheste Orgelmusik bis J. S. Bach (Syrius, 141459) 2012,

## Ausgaben
L’Œuvre d'Orgue (Urtext) Bärenreiter
- 2002–2004 Léon Boëllmann, Band I (BA 8424) – Band II (BA 8425) – Band III (1-3 BA 8462/63/64)
- 2005–2007 Théodore Dubois, Band I (BA 8468) – Band II (BA 8469) – Band IV (BA 8471)
- 2008–2013 Louis Vierne, 10 Bände, davon sind die Bände I, II, III, VI, VII, VIII, IX am 1. März 2013 erschienen
- 2011 Jehan Alain, Band I (BA 8428) – Band II (BA 8429) – Band III (8430)

Klavier Bärenreiter
- 2008 Louis Vierne, l’œuvre de piano, Band III (BA 9613)

Chor und Orchester Bärenreiter
- 2004 Marc-Antoine Charpentier, Te Deum H.146 3. Auflage 2010 (BA 7593)
- 2004 Marc-Antoine Charpentier, Messe de Minuit H.9 (BA 7592)
- 2005 Marc-Antoine Charpentier, Te Deum H.148(BA 7591)

Bearbeitungen Edition Merseburger
- Adeste fideles. Noël dans la Tradition (= Nr. EM 1975). Edition Merseburger, Kassel, 1987

## Veröffentlichungen
- Jehan Alain (1911–1940), das Orgelwerk (= Kölner Beiträge zur Musikforschung, 137). Bosse, Regensburg, 1983, ISBN 3-7649-2289-3.
- Jehan Alain, mourir à trente ans. Delatour, Sampzon, 2020, ISBN 978-2-7521-0399-4.